# Fläckig dvärgbarbett
Fläckig dvärgbarbett (Pogoniulus scolopaceus) är en fågel i familjen afrikanska barbetter inom ordningen hackspettartade fåglar.

## Utseende och läte
Fläckig dvärgbarbett är en distinkt liten barbett med relativt kraftig näbb. Den är gulgrön under och olivgrön ovan. Undersidan har ett streckat och fjälligt mönster. Den skiljer sig från alla andra dvärgbarbetter i sitt utbredningsområde på avsaknad av tydliga ansiktsteckningar. Lätet är ett snabbt och nästan grodlikt ljud, popopopopopopo", men även enstaka ihåliga läten samt korta, raspiga och nasala toner kan höras.

## Utbredning och systematik
Fläckig dvärgbarbett delas in i tre underarter:
- Pogoniulus scolopaceus scolopaceus – förekommer från Sierra Leone och sydöstra Guinea till södra Nigeria
- Pogoniulus scolopaceus stellatus – förekommer på Bioko i Guineabukten
- Pogoniulus scolopaceus flavisquamatus – förekommer från södra Kamerun till västligaste Kenya, norra Angola och södra Kongo-Kinshasa

## Status och hot
Arten har ett stort utbredningsområde, men tros minska i antal, dock inte tillräckligt kraftigt för att den ska betraktas som hotad. Internationella naturvårdsunionen IUCN listar arten som livskraftig (LC).